# Dino
Dino byl slavný sportovní automobil italské automobilky Ferrari. Označení Ferrari chybělo, protože vůz byl pojmenován podle syna zakladatele automobilky Enza Ferrariho Dina, který ve 24 letech zemřel na následky svalové dystrofie.

## Dino 206
Vyráběl se v letech 1966 až 1969. Celkem bylo vyrobeno 150 vozů. Motor V6 1987 cm³ byl umístěn příčně před zadní nápravou. Výkon byl 132,4 kW.

## Dino 246 GT
Byl vyráběn v letech 1969 až 1974. Bylo vyrobeno 2609 kusů. Pro oba modely 246 byl použit agregát o objemu 2418 cm³.

## Dino 246 GTS
Výroba probíhala v letech 1972 až 1974. Bylo vyrobeno 1274 kusů. Automobil měl otevřenou karoserii a střechu typu Targa.